# 高瀬幹雄
高瀬 幹雄（たかせ みきお、1954年〈昭和29年〉9月26日 - ）は、日本の国際政治学者。関東学院大学法学部教授。専門はヨーロッパ連合 (EU) の政治、グローバリゼーションの国際政治。

## 来歴
埼玉大学教養学部国際関係論卒業後、一橋大学大学院法学研究科国際関係専攻博士課程を修了。明治学院大学法学部非常勤講師を経て関東学院大学法学部教授（国際関係論、国際機構論、現代社会の課題担当）。

## 著書

### 編著
- 『民際外交の研究』（臼井久和との共編）、三嶺書房、1997年6月。ISBN 4-88294-095-7。
- 『環境問題と地球社会』（臼井久和との共編）、有信堂高文社、2002年5月。ISBN 4-8420-5544-8。

### 寄稿
- 「欧州連合(EU)と市民社会」『地球市民社会の研究』中央大学政策文化総合研究所「地球市民社会の研究」プロジェクト編、中央大学出版部〈中央大学政策文化総合研究所研究叢書〉、2006年3月。ISBN 4-8057-1403-4。
- 「EUの環境政策: 政策決定構造からみた整合性の検討」『国際関係研究の新たな発展をめざして』記念論文集刊行委員会編、埼玉大学出版会、2006年3月。ISBN 978-4-86091-211-6。
- 「グローバル化におけるリージョナリズムの位相」『グローバル化と現代世界』星野智編著、中央大学出版部〈研究叢書〉、2014年3月。ISBN 978-4-8057-1329-7。
- 「ヨーロッパの没落と欧州統合」『ヨーロッパがつくる国際秩序』大芝亮編著、ミネルヴァ書房〈Minervaグローバル・スタディーズ〉、2014年6月。ISBN 978-4-623-06937-8。
- 「ウクライナ問題とEU」『今、私たちに差し迫る問題を考える: 関東学院大学大学院法学研究科からの発信』本田直志・田中綾一編著、関東学院大学出版会・丸善出版、2015年11月。ISBN 978-4-901734-60-8。